# 萊頓中央車站
萊頓中央車站（荷蘭語：Station Leiden Centraal）是荷蘭南荷蘭省萊頓的一座鐵路車站，啟用於1842年8月17日。目前的建築是由建築師哈里·賴恩德斯設計的第四代站房，於1996年完工，由白色桁架結構組成。1997年，應居民要求，在站名中新增『中央』字樣。
2018年，萊頓中央車站每日平均有79,376人進出，名列荷蘭前十大車站。

## 外部連結
- 萊頓中央車站 （页面存档备份，存于） 於荷蘭鐵路的介紹